# アヌチノ (沿海地方)
アヌチノ（ロシア語: Анучино, ラテン文字転写: Anuchino）はロシア連邦東部の沿海地方にあり、アヌチノ地区の中心に位置する村。人口は4,462人（2010年全ロシア国勢調査）。